# Muntwil

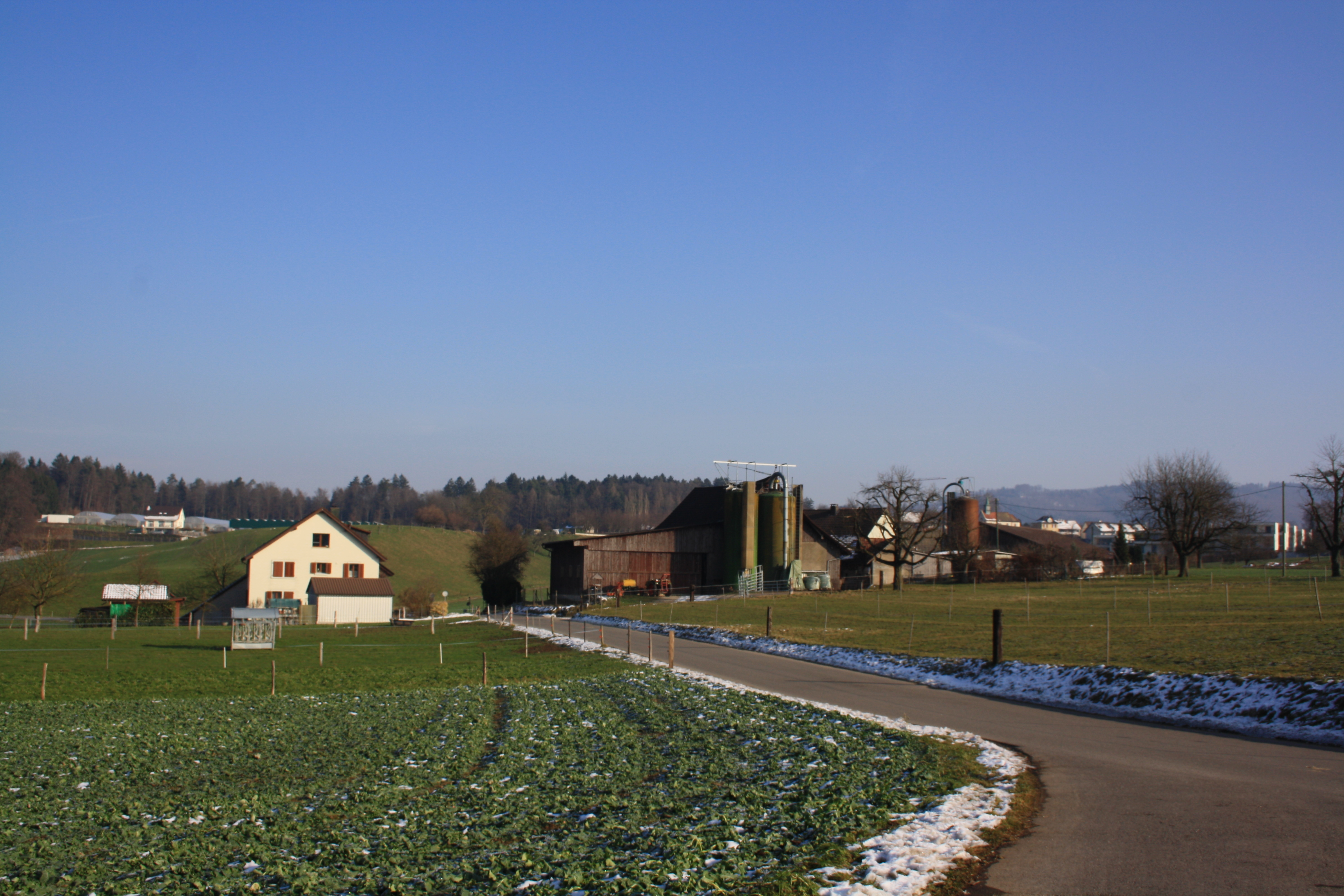
Blick von Südwesten auf Muntwil

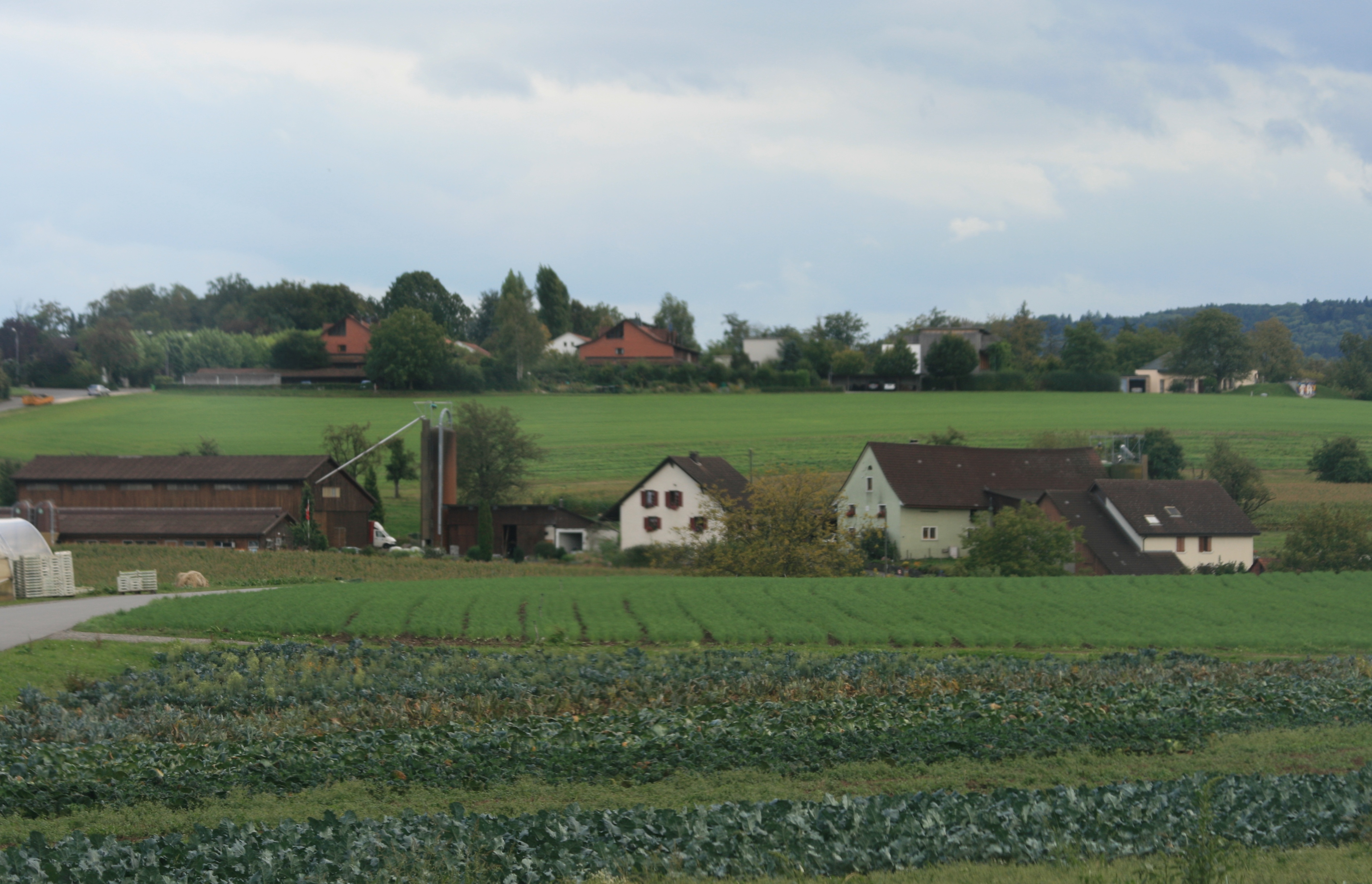
Blick von Norden auf Muntwil

Muntwil ist ein zur Gemeinde Birmenstorf in der Schweiz gehöriger Weiler. Zusammen mit dem Weiler Müslen bildet er den Birmenstorfer Ortsteil Müslen.

## Geographie
Der Weiler Muntwil liegt nur wenige Meter westlich der Gemarkungsgrenze von Rütihof, das zur Stadt Baden gehört. Der Weiler ist knapp 600 Meter östlich der Reuss gelegen. Nördlich führt die Strasse Richtung Birmenstorf. Südlich von Muntwil liegt der Weiler Müslen. Die Bebauung der beiden Weiler ist durch einen etwa 100 Meter breiten Geländestreifen voneinander getrennt.
Zu Muntwil gehören drei Bauernhäuser und verschiedene landwirtschaftliche Gebäude.

## Geschichte
Bereits 1813 hatte Muntwil zusammen mit Birmenstorf und Müslen den Zehnten abgelöst. Die Elektrizität kam 1918 nach Muntwil. Gemeinsam mit dem Weiler Müslen gründeten die Muntwiler die Elektra-Genossenschaft Müslen und organisierten gemeinsam mit Rütihof die Stromversorgung.